# Рак-мізантроп червоний
Рак-мізантроп червоний (Clibanarius erythropus) — вид раків-самітників, що живуть у ефімерних водоймах і на субліторалі. Поширений у Середземному, Чорному морі та у східній Атлантиці від Азорських островів до Бретані, і на північ до Ла-Маншу. Довжина карапаксу окремих особин може сягати 15 мм.

## Екологія

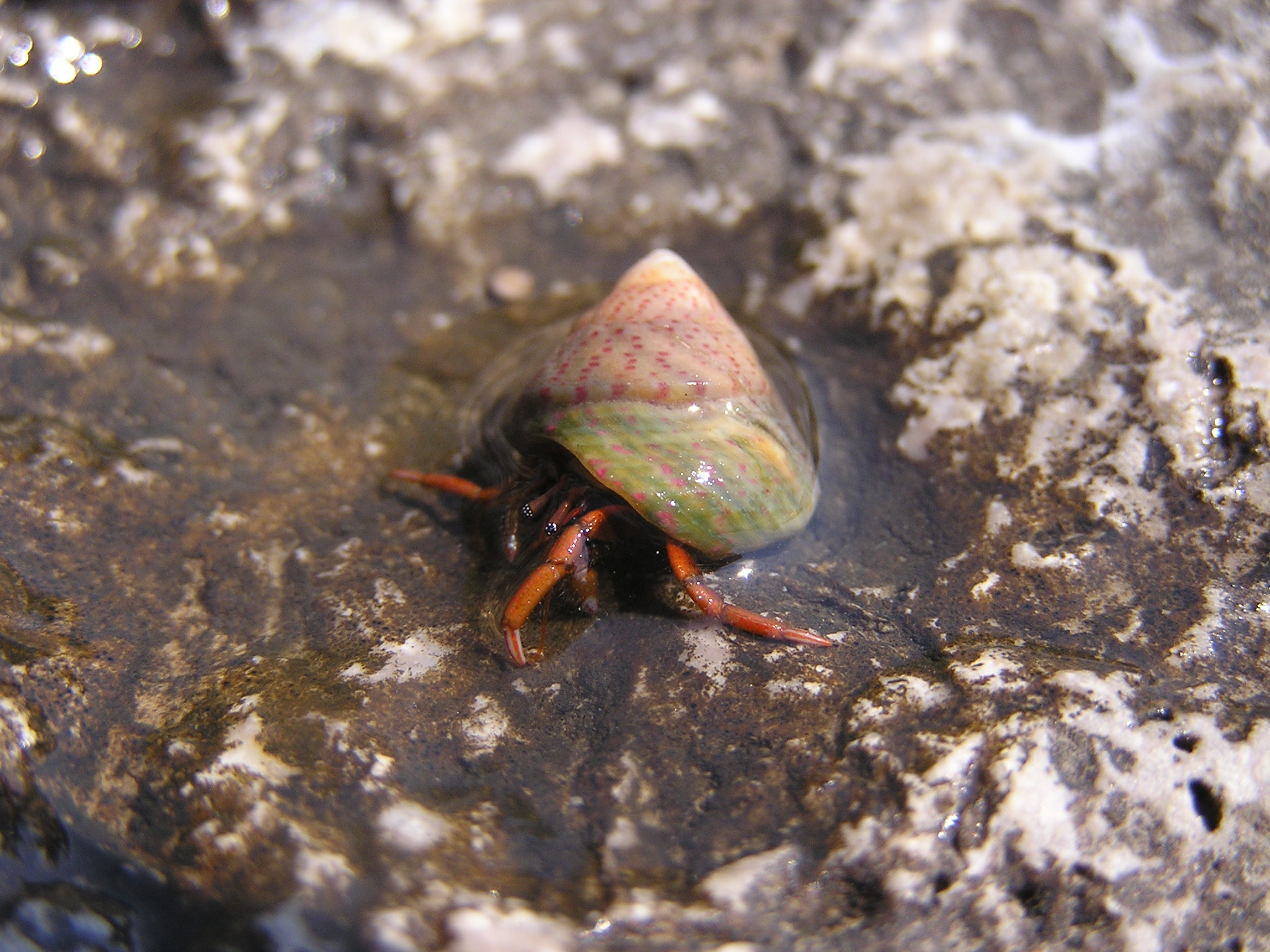
Рак-мезантроп з бухти Ласпі - використовує черепашку гібули

Для схованки використовує черепашки гастропод різних видів, серед яких найчастіше Littorina striata, Mitra, Nassarius incrassatus і Stramonita haemastoma, які разом складають близько 85% всіх вивчених особин раків біля Азор; у Середземному морі використовуються переважно черепашки Cerithium, Alvania montagui і Pisania maculosa.
Як і інші раки-самітники, C. erythropus живиться органічними залишками, гнилими і свіжими макроводоростями та пов'язаною із ними фауною і флорою епіфітних водоростей, дрібними безхребетними і макроскопічними частини мертвих і живих тканин тварин. Відомо, що С. erythropus віддають перевагу субстратам, де вони можуть вільно використовувати більшу площу, а серед черепашок молюсків віддають перевагу кулястим, ніж видовженим.